# Pulse-Step-Modulation
Die Pulse-Step-Modulation (PSM, englisch pulse step modulation) ist ein technisches Modulationsverfahren aus dem Bereich der elektrischen Energietechnik. Anwendungen liegen bei elektronischen Wechselstromversorgungssystemen und bei Rundfunksendeanlagen größerer Sendeleistung im Kurzwellen- und Mittelwellenbereich. Das Modulationsverfahren wurde 1994 von Hilmer Swanson bei der Harris Corporation erfunden.

## Verfahren

Prinzipschaltung eines PSM und Zeitdiagramme der Ausgangsspannung

Das Verfahren nutzt einen sogenannten Pulse-Step-Modulator. Er besteht aus mehreren einzelnen Stufen, welche in Reihe geschaltet sind und jeweils aus einer Gleichspannungsquelle U, einen Schalter S und einer Freilaufdiode D bestehen, wie in nebenstehender vereinfachter Schaltskizze mit vier Stufen dargestellt. Reale Pulse-Step-Modulatoren bestehen aus 32 und mehr Stufen, die Anzahl richtet sich nach der konkreten Anwendung.
Die Spannungsquelle U jeder Stufe liefert eine Gleichspannung, welche durch den Schalter S an den Ausgang einer Stufe geschaltet werden kann. Der Schalter ist üblicherweise in Form eines Bipolartransistor mit isolierter Gate-Elektrode (IGBT) oder Leistungs-MOSFET realisiert, welche Schaltfrequenz von einigen 10 kHz erlauben. Zusätzlich befindet sich am Ausgang eine Freilaufdiode D, welche den Stromfluss der aktiven Stufen in Reihe sicherstellt. Damit kann an dem Lastwiderstand RL eine Momentanspannung eingestellt werden, welcher der Summe der aktiven geschalteten Stufen entspricht. Bei vier Stufen ergeben sich vier mögliche Spannungsniveaus (1U, 2U, 3U und 4U) am Lastwiderstand, welche zeitlich nacheinander so aktiviert werden können, um einen bestimmten Signalverlauf nachzubilden. Dies ist in der Abbildung in den rechts dargestellten Zeitdiagrammen mit farbigen Balken, die die einzelnen aktiven Stufen repräsentieren, dargestellt. Es wird dabei in grober Näherung der Verlauf einer Sinushalbwelle angenähert.
Die Ansteuerung der einzelnen Schalter kann dabei optimiert werden, wie in dem darunter liegenden zweiten Zeitdiagramm dargestellt. Dabei wird jene Stufe zuerst abgeschaltet, welche am längsten eingeschaltet war, ähnlich dem First-In-First-Out-Prinzip. Damit erfolgt eine gleichmäßig Belastungsverteilung über die Zeit und jede Stufe liefert einen in etwa gleich großen Energieanteil. Um die dem Verfahren innewohnende Stufenbildung zu reduzieren, werden möglichst viele Stufen eingesetzt. Zusätzlich kann noch bei dem Übergang von einer Stufe zur nächsten eine Pulsweitenmodulation (PWM) erfolgen. Damit kann der nachfolgende Filteraufwand minimiert werden.
Die einzelnen Stufen werden über eine in der Skizze nicht dargestellte Steuereinheit angesteuert, welche die einzelnen Ein- und Ausschaltzeitpunkte festlegt. Die Kommunikation zwischen Steuereinheit und den einzelnen PSM-Stufen erfolgt mit Lichtwellenleitern, welche auch die galvanische Trennung sicherstellt.

## Anwendung

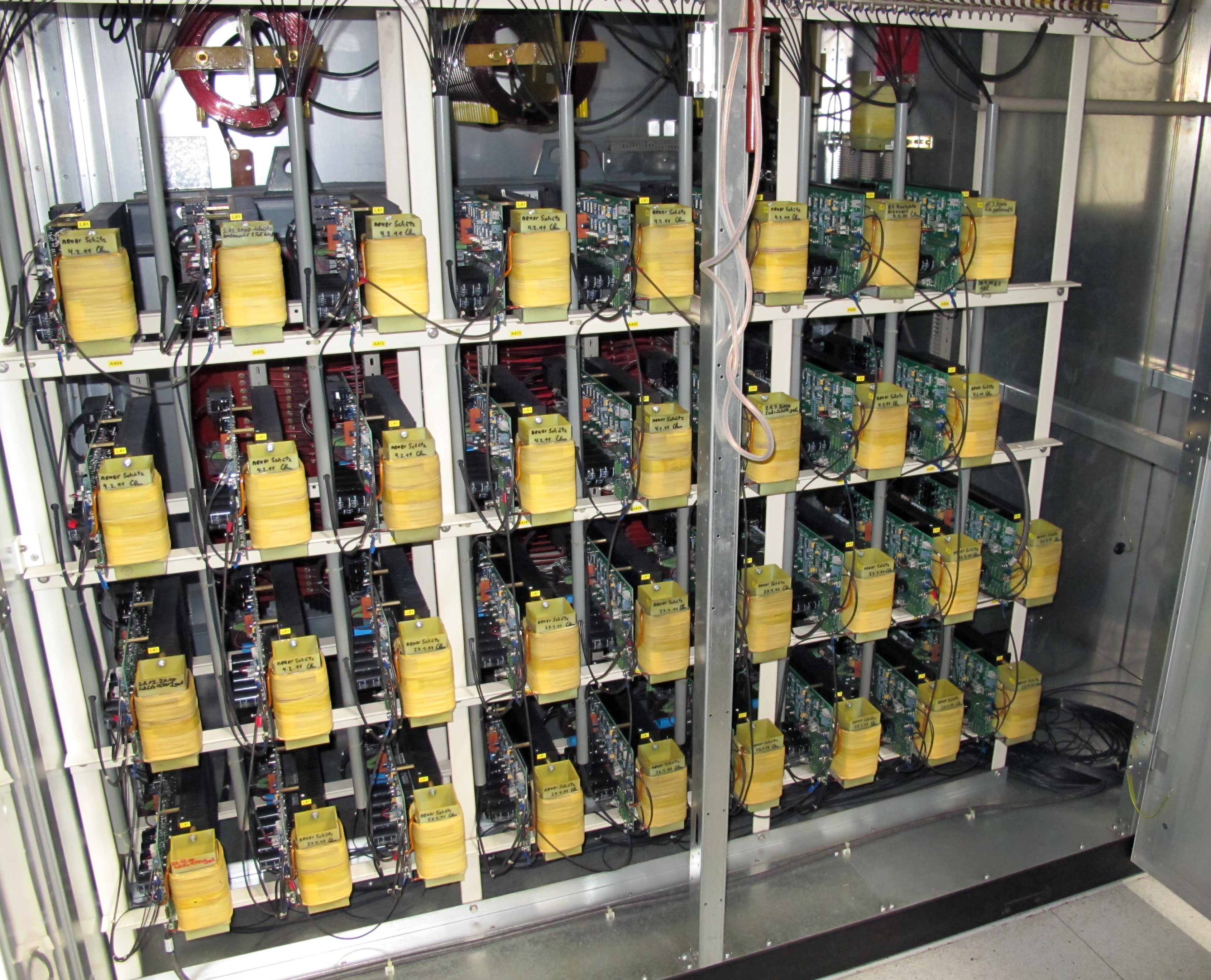
Rack mit 34 PSM-Stufen eines 100-kW-Senders (Sender Moosbrunn)

Der Pulse-Step-Modulator wird unter anderem bei Großsenderanlagen zur Amplitudenmodulation bei Leistungen um 100 bis 1000 kW in Frequenzbereichen wie Mittelwelle und Kurzwelle eingesetzt. Typischerweise werden dabei 32 bis 36 PSM-Stufen eingesetzt, bei einer Spannung im Bereich von 500 V bis 750 V und maximalem Impulsstrom von einigen Ampere pro Stufe. Jede einzelne Stufe wird über einen galvanisch getrennten Anschluss, üblich sind Anschlüsse für Dreiphasenwechselstrom, gespeist. Der dazu nötige Transformator besitzt eine Primärseite, welche je nach Leistung beispielsweise direkt mit dem Mittelspannungsnetz verbunden ist, und eine Vielzahl von galvanisch getrennten Sekundäranschlüssen. Für jede PSM-Stufe ist eine eigene Sekundärwicklung am Transformator nötig.
Die mit dem PSM in Summe erzielbare mittlere Gleichspannung beträgt je nach Konfiguration und Anlage ca. 10 kV bis 14 kV, dies entspricht dem Fall, wenn 50 % der Stufen aktiv geschaltet sind, und dient als Anodengleichspannung für die Senderöhre. Die Senderöhre ist üblicherweise als eine einzige Sendestufe mit einer wassergekühlten Triode ausgeführt. Die Anodenspannung wird abhängig vom zu modulierenden, niederfrequenten Nutzsignal durch den Pulse-Step-Modulator nach oben und unten ausgesteuert, in den Extremwerten zwischen 1 kV bis knapp über 20 kV. Dem Steuergitter der Triode wird bei analogen Ausstrahlungen nur die unmodulierte Trägerfrequenz (Sendefrequenz) zugeführt. Über den Anodenkreis kann dann das amplitudenmodulierte Sendesignal kapazitiv ausgekoppelt und der Sendeantenne zugeführt werden. Damit sind kompakte Sendeanlagen, welche auch für die digitale Rundfunkausstrahlung nach dem Standard Digital Radio Mondiale (DRM) geeignet sind, mit hoher Sendeleistung realisierbar.